# Комплекс Мадонны и Блудницы
Комплекс Мадонны и блудницы — сексуальный комплекс, описываемый в литературе по психоанализу, выражающийся в неспособности испытывать сексуальное возбуждение в рамках серьёзных любовных отношений. Впервые этот психологический комплекс идентифицировал Зигмунд Фрейд в рубрике «психическая импотенция». Считается, что комплекс есть у мужчин, которые считают женщин либо святыми «Мадоннами», либо падшими проститутками. Мужчины с таким комплексом не могут сексуально желать женщин из первой категории и в то же время хотят сексуальных отношений с женщинами из второй категории. Фрейд писал: «Там, где такие мужчины любят, у них нет желания, а там, где они хотят, они не могут любить». Клинический психолог Уве Хартманн, писавший в 2009 году, сделал заявление, что комплекс «по-прежнему широко распространён у современных пациентов».
Термин имеет широкое хождение, хотя иногда с немного различными значениями.

## Причины
Фрейд утверждал, что комплекс Мадонны-Блудницы вызван расщеплением (незавершённостью слияния:120) между нежным и сексуальным («чувственным») течениями мужского желания. Эдипов комплекс и страх кастрации не позволяют прошлому влечению к «инцестуозным объектам» привязаться к чувственно желаемым женщинам[уточнить]: «Любовная жизнь таких людей остаётся расщеплённой в двух направлениях, нашедших своё выражение в искусстве, как небесная и земная (животная) любовь»:121-122. Чтобы минимизировать страх, мужчина делит женщин на две категории: женщин, которыми он может восхищаться, и женщин, которых он считает сексуально привлекательными. В то время как мужчина любит женщин из первой категории, он презирает и обесценивает вторую. Психоаналитик Ричард Тух предполагает, что Фрейд предложил по крайней мере одно альтернативное объяснение комплекса Мадонны-Блудницы: 
 Эта более ранняя теория основана не на эдипальном страхе кастрации, а на первичной мужской ненависти к женщинам, стимулируемой у ребёнка ощущением, что он получил нестерпимое расстройство и/или нарциссическую травму от рук своей матери. Согласно этой теории, во взрослом возрасте мальчик, ставший мужчиной, стремится отомстить за плохое обращение с помощью садистских нападок на женщин, которые заменяют мать.
Вполне возможно, что такое расщепление может усугубиться, когда страдающий воспитывается холодной, но гиперопекающей матерью — отсутствие эмоционального воспитания парадоксальным образом усиливает инцестуозную (кровосмесительную) связь. Такой мужчина часто будет ухаживать за кем-то, обладающим материнскими качествами, надеясь восполнить потребность в материнской близости, неудовлетворённой в детстве, только для возвращения подавленных чувств, окружавших прежние отношения, для предотвращения сексуального удовлетворения в новых.
Другая теория утверждает, что комплекс Мадонны-Блудницы проистекает не из нарушений развития отдельных мужчин, а из того, что в мифологии и иудео-христианской теологии женщин представляли либо как мадонн, либо как блудниц.

## Сексуальная политика
Наоми Вульф посчитала, что сексуальная революция парадоксальным образом усилила важность расщепления Мадонны-Блудницы, заставив женщин бороться с худшими аспектами обоих образов. Другие считают, что и мужчинам, и женщинам трудно объединить чувственность с идеальной женственностью в одних и тех же отношениях.

## В популярной культуре
- Альфред Хичкок использовал дихотомию Мадонны-Блудницы в качестве важного способа изображения женщин[13]. Например, в фильме Головокружение (1958) Ким Новак изображает двух женщин, с которыми герой не может смириться: добродетельную, белокурую, изощрённую, сексуально подавленную «Мадонну» и тёмноволосую, одинокую, чувственную «падшую женщину»[14].
- Памела Тичвелл подчеркнула: «ряд женщин Боба Дилана, которые часто могут начинаться с тонкой границы между мадоннами и блудницами и неожиданно сменять друг друга»[15].
- В фильмах Мартина Скорсезе Таксист и Бешеный бык изображены сексуально одержимые главные герои, сыгранные Робертом Де Ниро, которые раскрывают комплекс Мадонны-Блудницы через женщин, с которыми они взаимодействуют.[источник не указан 2359 дней]
- Секс в большом городе упоминал Мадонну-Блудницу при описании сексуальной жизни Трея (которого играет Кайл Маклахлен) и Шарлотты (которую играет Кристин Дэвис) после того, как они поженились. Трей не мог поддерживать эрекцию, когда пытался заняться сексом с Шарлоттой, из-за комплекса Мадонны-Блудницы. Шарлотта смогла это изменить, трогая себя перед ним.
- Американская история ужасов: Психбольница: в психиатрической больнице 1960-х годов (времён, когда психоанализ только зарождался) подавленный персонаж доктор Артур Арден, как его изображал Джеймс Кромвелл, зациклен на, казалось бы, невинной и добродетельной монахине. Когда она позже делает ему сексуальное предложение, он портит, а затем и ломает статую Девы Марии (она же Мадонна) с криками «Шлюха!». Ранее в сериале Арден показывал, что он поддерживает теорию Фрейда, касающуюся женской сексуальности.[источник не указан 2359 дней]
- В телесериале Рассказ служанки женщины строго классифицированы и вынуждены носить униформу определённого цвета, отражающую их статус «Мадонны» или «Блудницы». Горничных, которых не уважают и постоянно насилуют, заставляют носить красное, который связан с сексом и фертильностью; главная героиня, безымянная служанка, объективизируется и оскорбляется начальником Фредом. В то же время жёны носят синий цвет, который напоминает Деву Марию; жена Фреда Серена не получает внимания, которого она хочет от своего мужа.[16][неавторитетный источник]
- Манга и аниме O Maidens in Your Savage Season, чьей главной темой является исследование женского первого романтического опыта, использует данный комплекс как предпосылку центрального любовного треугольника между персонажами. В то время как Идзуми боится даже мысли о сексуальных отношениях со своей девушкой Кадзусой из-за уважения к её личности и их многолетней эмоциональной связи, он быстро развивает сильное желание к её подруге Сугаваре, которая появилась в его жизни совсем недавно и сама открыто посылает ему сексуально окрашенные знаки внимания.